# ۱۱۴۸ (میلادی)
۱۱۴۸ (میلادی) هزار و صد و چهل و هشتمین سال تقویم میلادی است.

## درگذشتگان
‎